# 百花蒿属
百花蒿属（学名：Stilpnolepis）是菊科下的一个属，为灌木状植物。该属共有百花蒿（Stilpnolepis centiflora）等数种，分布于蒙古及中国内蒙古、陕西、甘肃、宁夏等地。